# Callochiton princeps
Callochiton princeps is een keverslakkensoort uit de familie van de Callochitonidae. De wetenschappelijke naam van de soort is voor het eerst geldig gepubliceerd in 1892 door Carpenter in Pilsbry.